# Sepia omani
Sepia omani е вид главоного от семейство Sepiidae. Видът не е застрашен от изчезване.

## Разпространение и местообитание
Разпространен е в Индия (Гуджарат, Дадра и Нагар Хавели, Даман и Диу и Махаращра), Иран, Обединени арабски емирства, Оман и Пакистан.
Обитава крайбрежията на заливи.